# Barkerville (British Columbia)
Barkerville war ab 1863 der Hauptort des Cariboo-Goldrauschs im kanadischen British Columbia. Er befindet sich im Quesnel-Hochland bei den Cariboo Mountains, rund 80 km östlich von Quesnel und wurde 1924 zur Nationalen Geschichtsstätte erklärt.
Benannt wurde der Ort nach dem englischen Goldsucher Billy Barker, der hier 1862 fündig wurde. Vier Jahrzehnte später war der Ort, der zeitweise mehr als 5.000 Einwohner zählte, eine Geisterstadt. Seit 1958 wird er restauriert und seine Geschichte erforscht.

## Geschichte
Barkerville entstand als Goldgräberstadt. Nachdem Billy Barker (1817–1894) als einer der ersten Goldsucher im Cariboo-Gebiet fündig wurde, entstand eine Reihe neuer Orte wie das nach ihm benannte Barkerville, Keithley Creek, Quesnel Forks, Antler, Richfield, Fort Alexandria und Horsefly. Das als Cariboo bekannte Gebiet zog viele Goldsucher an, von denen drei Jahre zuvor wiederum viele dem Fraser-Canyon-Goldrausch gefolgt waren. Sie zogen nun weiter nordwärts, doch mit immer neuen Goldfunden erreichte der Ruf des Gebiets auch Europa, und zahlreiche Männer machten sich auf den Weg dorthin.
Barkerville wurde der größte Ort nördlich von San Francisco und westlich von Chicago. Barkers Goldfund – sein Claim war so ergiebig, dass er 37.500 Unzen Gold erbrachte – löste binnen weniger Wochen die Zuwanderung Tausender Glücksritter aus.

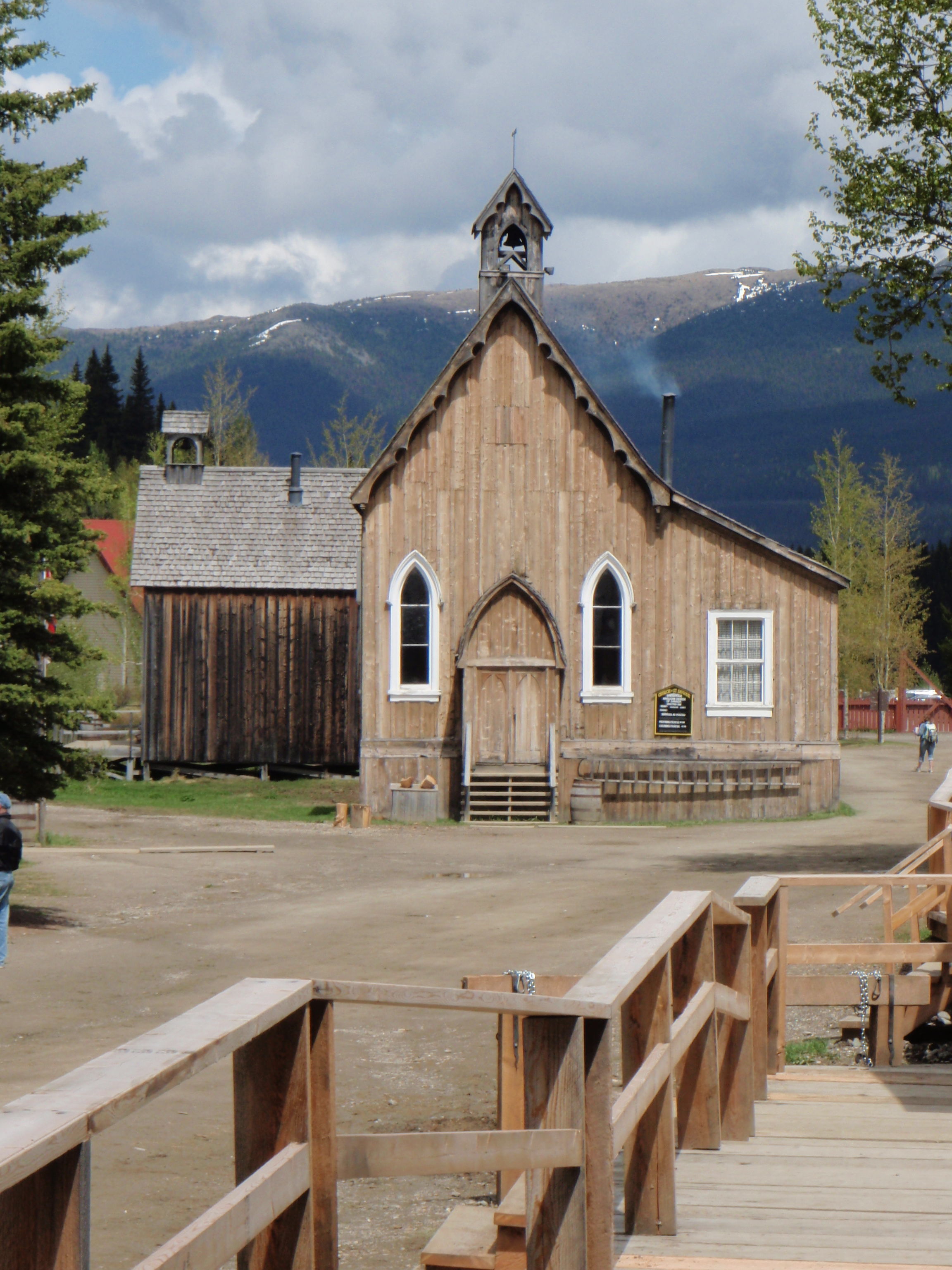
Kirche in Barkerville (2008)

Die Abgelegenheit des Gebiets und der sprunghaft ansteigende Bedarf ließen die Preise für Lebensmittel und Ausrüstungsgegenstände in die Höhe schnellen. Erst mit dem Bau der Cariboo Road (auch Cariboo Wagon Road oder Great North Road genannt), eines Karrenwegs, den Gouverneur James Douglas 1861 veranlasste, und der 1865 fertiggestellt wurde, kamen Güter in ausreichender Menge in den Ort, so dass sich die Preise wieder normalisierten. Die Hudson’s Bay Company, die zu dieser Zeit noch eine bedeutende Macht im Westen des späteren Kanada war, fürchtete anfangs, dass der erwartete Ansturm von US-Amerikanern zu einer späteren Annexion des gesamten Gebiets führen könnte, so, wie die Gesellschaft bereits 1849 ihre Forts in Washington und Oregon verloren hatte. Diesmal waren nur wenige US-Amerikaner dabei, weil die meisten in die vom Bürgerkrieg zerrissene Heimat zurückkehrten.
Anfangs bestand der Ort nur aus Zelten und schlichten Hütten, doch die Bevölkerung stieg auf über 5.000 Einwohner. Läden wurden eröffnet, um den Grundbedarf zu decken, Restaurants, allein 20 Saloons entstanden, ein Theater (das Theatre Royal) und Bordelle, bald erschien eine Tageszeitung und es entstand sogar eine literarische Gesellschaft, die Cariboo Literary Society sowie eine Freimaurerloge.
Die Regierung machte das Goldschürfen von einer Lizenz abhängig. Es bestand eine Polizeitruppe und ein Gericht, wobei Richter Matthew Baillie Begbie den Beinamen „der hängende Richter“ erhielt. Er schreckte weder vor Todesurteilen noch vor Zwangsarbeit zurück und nahm, zum Schrecken mancher Kalifornier, die Aussagen von Indianern und Chinesen genauso ernst, wie die aller anderen.

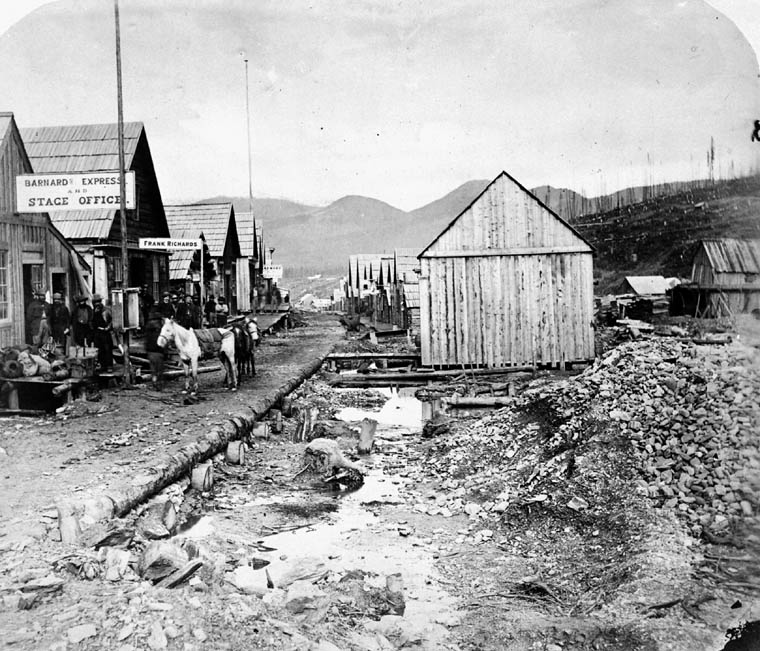
Barkerville 1865

Am 16. September 1868 wurde der Großteil der Stadt durch einen Brand zerstört, doch wurden innerhalb von sechs Wochen 90 Gebäude wieder aufgebaut. Nun wurde die enge Main Street, die Hauptstraße, verbreitert, es entstanden Bürgersteige, und 1880 entstand eine erste Schule mit 13 Schülern.
Mit dem Ende des Goldrauschs verließen die meisten Bewohner die Stadt. Zugleich wanderten Chinesen zu, deren Zahl im Cariboo-Gebiet nach Aussage des dortigen Abgeordneten Charles Wilson zwischen 1881 und 1884 von zwei- bis dreihundert auf 1.100 bis 1.200 anstieg. Sie erwarben Claims und setzten sich, trotz Gewaltanwendung gegen den Widerstand der Weißen durch. Im Geschäftsbereich wurden chinesische Unternehmen, wie die Kwong Lee Company, unverzichtbar. Die chinesische Gemeinde war äußerst sparsam, die Männer lebten auf engstem Raum, und man half sich untereinander durch Gründung gemeinnütziger Gesellschaften. Rechtsstreitigkeiten löste die Gemeinde intern, ohne die Gerichtsbarkeit der Provinz in Anspruch zu nehmen. Die fleißigen und sparsamen Chinesen übernahmen häufig Claims, die von Europäern bereits aufgegeben worden waren. Dennoch konnten sie den Bevölkerungsrückgang nicht aufhalten.
Eine kurzzeitige Wiederbelebung verursachte die Weltwirtschaftskrise mit ihren stark steigenden Goldpreisen, die erneut Goldsucher nach Barkerville lockten.
1958 beschloss die Regierung der Provinz, den fast verlassenen Ort zu restaurieren, und die Geschichte jedes einzelnen Hauses aufzuarbeiten. Die wenigen Bewohner verließen den Ort, z. T. mit Unterstützung der Regierung, und zogen während der Restaurierungsmaßnahmen nach New Barkerville. Neben der historischen Stätte entstand die „Barkerville Historic Town“, in der Wissenschaftler weiterhin an der historischen Erforschung der benachbarten Geisterstadt arbeiten.

## Trivia
Der Musiker Hauschka hat ein Musikstück, das diesem Ort gewidmet ist, auf seinem Album Abandoned City veröffentlicht.